# Bur Blang Beke
Bur Blang Beke är ett berg i Indonesien.   Det ligger i provinsen Aceh, i den västra delen av landet, 1 500 km nordväst om huvudstaden Jakarta. Toppen på Bur Blang Beke är 2 729 meter över havet, eller 73 meter över den omgivande terrängen. Bredden vid basen är 0,70 km.
Terrängen runt Bur Blang Beke är bergig åt nordväst, men åt sydost är den kuperad.Runt Bur Blang Beke är det glesbefolkat, med 8 invånare per kvadratkilometer. Det finns inga samhällen i närheten. I omgivningarna runt Bur Blang Beke växer i huvudsak städsegrön lövskog.